# Sjachariet

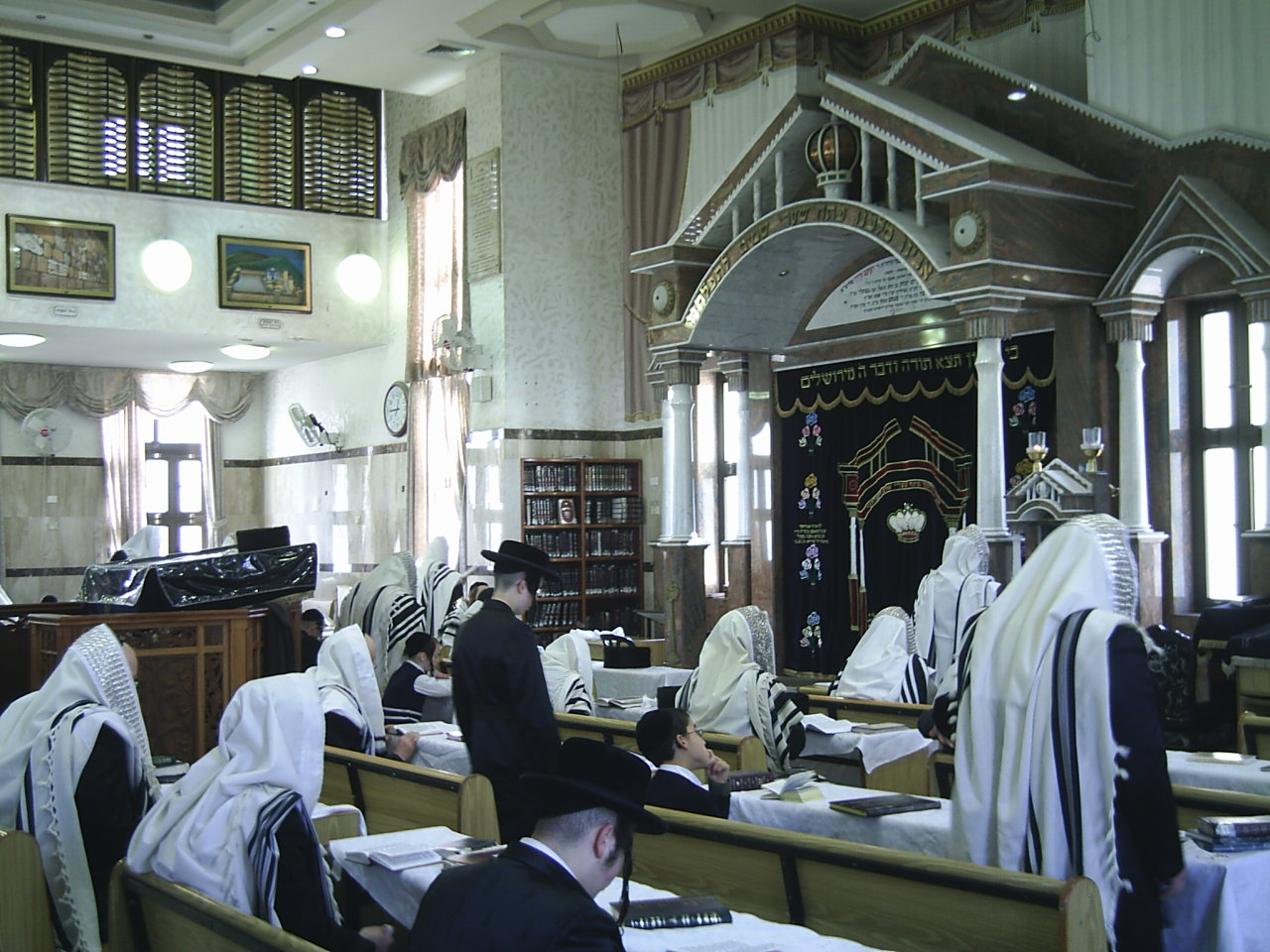
Sjachariet in beet midrasj Vayoel Moshe van Satmar te Jeruzalem

Sjachariet (Hebreeuws: שַחֲרִית) ofwel Sjachres (Nederlands-Jiddisch) is het joodse ochtendgebed. Op weekdagen (niet op sjabbat) dragen mannen van 13 jaar en ouder tefilin (gebedsriemen). Mannen dragen in Asjkenazische gemeenschappen na het huwelijk een talliet gadol (gebedskleed). In Sefardische gemeenschappen dragen ook jongens van 13 jaar en ouder dit.
Belangrijke onderdelen van het ochtendgebed zijn het Sjema Jisraël, het Sjemoné Esré en het Adon Olam.

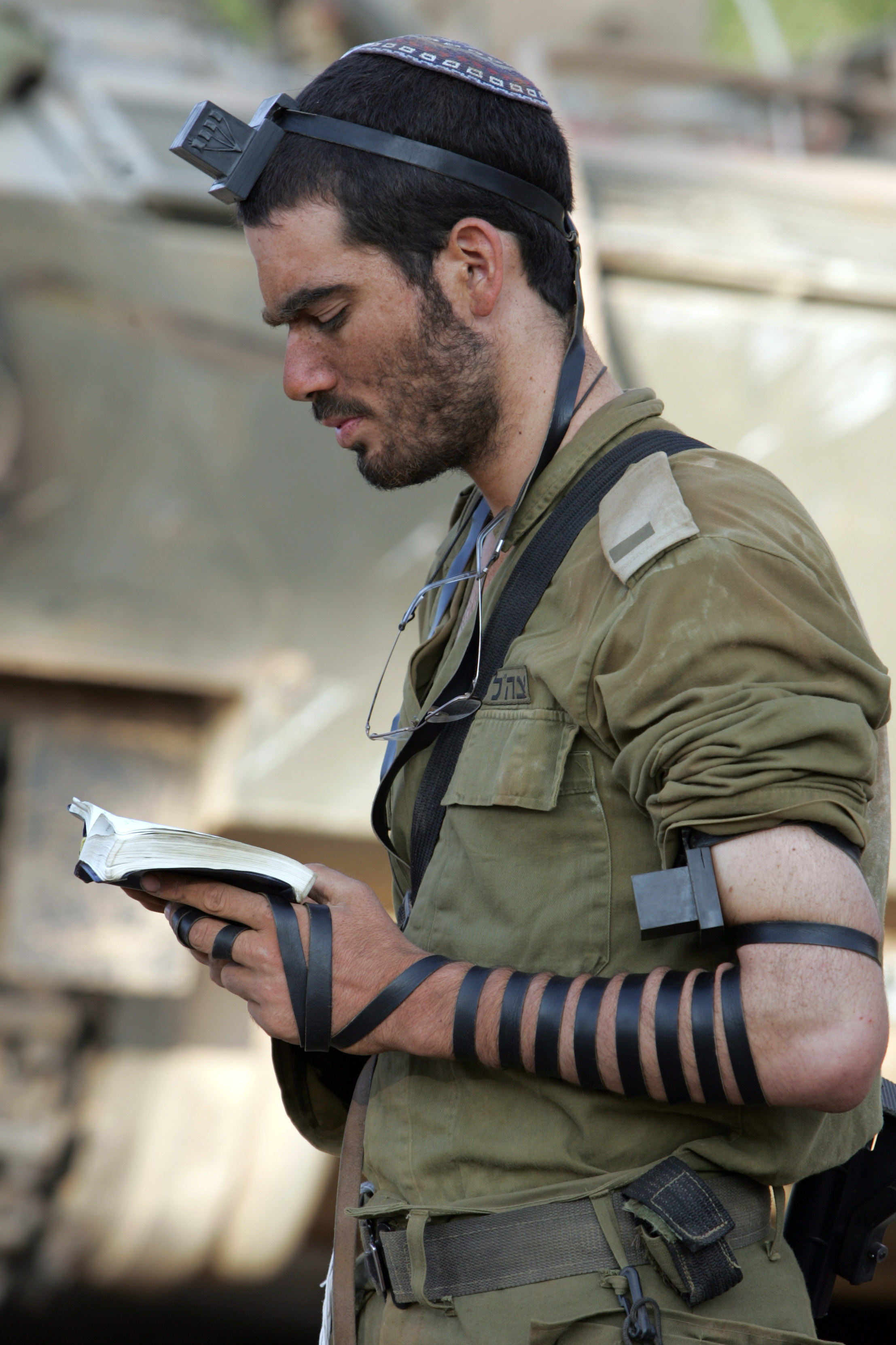
Tweede luitenant Asael Lubotzky, een veldcommandant van de Golani Brigade van het Israëlische defensieleger tijdens de Israëlisch-Libanese Oorlog (2006) in gebed met tefilin.

Op maandag, donderdag en zaterdag, alsmede op feestdagen wordt na het ochtendgebed nog uit de Thora gelezen.
Tefillah is het Hebreeuwse woord voor 'gebed'. Tefillah speelt een grote rol in het joodse leven.
Er zijn drie vaste gebedsdiensten, op bijzondere dagen vier. 's Ochtends wordt begonnen met sjachariet, 's middags mincha en 's avonds maäriev (ook wel Arwiet genoemd). Op bijzondere dagen voegt men de Moesaf-dienst toe, die direct volgend op sjachariet wordt gebeden.

## Indeling van sjachariet
's Ochtends wordt sjachariet gebeden. Voor die tijd is het verboden te eten en drinken, behalve water, thee en koffie zonder melk. Sjachariet bestaat uit meerdere afzonderlijke delen en kan drie kwartier tot anderhalf uur duren.
Het eerste deel zijn de ochtendzegeningen. Daarna volgt een serie Psalmen en stukken uit de Thora. Daarnaast leest men het lied dat de Israëlieten bij de oversteek door de Rode Zee zongen (Sjierat haJam). Op de sjabbat en feestdagen wordt dit deel van de dienst aanzienlijk uitgebreid met psalmen.
Hierna volgen de berachot (zegeningen) over het lezen van het Sjema, en het Sjema zelf. Dit is het belangrijkste gebed van het jodendom. Het is gebruikelijk dit uit het hoofd te kennen. De eerste zin van het Sjema luidt: "Sjema Jisraël, Ado-nai Elo-heenoe, Ado-nai Echad!" ("Hoor Israël, de EEUWIGE is onze God, de EEUWIGE is Eén!") Daarna volgen nog enkele gebeden.
Dan komt het Sjemoné Esré, dat door de rabbijnen in de Talmoedische tijd geschreven is en bestaat uit negentien (oorspronkelijk achttien) berachot. Dit deel wordt staand opgezegd, met de voeten tegen elkaar, zacht fluisterend. Het Sjemoné Esré is de vervanging van de dagelijkse offers die in de tempels werden gebracht en om die reden dient men bij het bidden ervan zich zeer sterk te concentreren en geen fouten te maken. Op bepaalde dagen en in bepaalde seizoenen worden stukken tekst toegevoegd dan wel weggelaten.
Bij sjachariet en mincha herhaalt de chazan het Sjemoné Esré hardop nadat hij en de congregatie het eerst zelf in stilte hebben gebeden; bij maäriev wordt het niet herhaald. Het is doordeweeks bijna identiek in de drie gebedsdiensten; enkel de laatste beracha is in mincha en maäriev anders dan in sjachariet. Op [sjabbat en bijzondere dagen is het Sjemoné Esré totaal anders, op sjabbat is het zelfs geen enkele dienst hetzelfde. Daarna zegt men op de meeste dagen Tachanoen, de smeekgebeden waarin zonden worden bekend en om vergiffenis te vragen. Op maandag- en donderdagochtend is Tachanoen veel langer dan op andere dagen en leest men daarna uit de thorarol.
Dan wordt nog het gebed opgezegd, waarmee alle gebedsdiensten worden afgesloten, Aleenoe. Dit wordt nog gevolgd door het Lied van de Dag (Sjier shel jom); iedere dag heeft een eigen psalm. Hierna worden op bepaalde dagen nog bijzondere psalmen gelezen, en na sjachariet zeggen sommigen nog aanvullende gebeden die in de sidoer staan.